# Challenge Sprint Pro 2014
El Challenge Sprint Pro 2014 se disputó en Quebec (Canadá), el 11 de septiembre de 2014.
Esta carrera de exhibición que se desarrolló en formato de esprínt eliminatorio, contó con la presencia de 23 ciclistas y se celebró el día anterior al Gran Premio de Quebec (prueba perteneciente al UCI WorldTour). De los 18 equipos UCI ProTeam que participarán en el GP de Quebec, 17 tomaron parte de la exhibición escogiendo a un corredor para la carrera. La nómina de 23 corredores se completó con ciclistas canadienses
Mediante series eliminatorias de 3 o 4 corredores, los 2 primeros de cada una se clasificaron progresivamente hasta llegar a la final. Cody Canning, uno de los representantes canadienses, batió en la final a Bryan Coquard, Steele Von Hoff y Eliott Doyle, quienes fueron 2.º, 3.º y 4.ª respectivamente.

## Participantes
La siguiente es la lista de ciclistas que participaron (el equipo Omega Pharma-Quick Step, no tomó parte de ésta exhibición):
| Los 18 participantes de los equipos UCI ProTeam | Los 18 participantes de los equipos UCI ProTeam |
| Ciclista                                        | Equipo                                          |
| ----------------------------------------------- | ----------------------------------------------- |
| Juan José Lobato                                | Movistar                                        |
| Hugo Houle                                      | Ag2r La Mondiale                                |
| Jay McCarthy                                    | Tinkoff-Saxo                                    |
| Alexey Tsatevitch                               | Katusha                                         |
| Nick van der Lijke                              | Belkin-Pro Cycling Team                         |
| Amaël Moinard                                   | BMC Racing Team                                 |
| Borut Božič                                     | Astana Pro Team                                 |
| Hayden Roulston                                 | Trek Factory Racing                             |
| Thierry Hupond                                  | Giant-Shimano                                   |
| Christopher Sutton                              | Sky                                             |
| Manuele Mori                                    | Lampre-Merida                                   |
| Dennis Vanendert                                | Lotto Belisol                                   |
| Jens Keukeleire                                 | Orica GreenEDGE                                 |
| Laurent Pichon                                  | FDJ.fr                                          |
| Steele Von Hoff                                 | Garmin Sharp                                    |
| Jean-Marc Marino                                | Cannondale                                      |
| Bryan Coquard                                   | Europcar                                        |

| Participante de equipo invitado | Participante de equipo invitado |
| Ciclista                        | Equipo                          |
| ------------------------------- | ------------------------------- |
| Eliot Doyle                     | Selección de Canadá             |

| Los 5 canadienses clasificados | Los 5 canadienses clasificados |
| Ciclista                       | Equipo                         |
| ------------------------------ | ------------------------------ |
| Ryan McDonald                  | Canadá 1                       |
| Cody Canning                   | Canadá 2                       |
| Geoffroy Dussault              | Canadá 3                       |
| Anton Varabei                  | Canadá 4                       |
| Ryan Anderson                  | Canadá 5                       |

## Primera Ronda
| # | Ciclista         | Equipo        |
| - | ---------------- | ------------- |
| 1 | Bryan Coquard    | Europcar      |
| 2 | Juan José Lobato | Movistar      |
| 3 | Ryan Anderson    | Canadá 5      |
| 4 | Manuele Mori     | Lampre-Merida |

| # | Ciclista          | Equipo        |
| - | ----------------- | ------------- |
| 1 | Steele Von Hoff   | Garmin Sharp  |
| 2 | Geoffroy Dussault | Canadá 3      |
| 3 | Jay McCarthy      | Tinkoff-Saxo  |
| 4 | Thierry Hupond    | Giant-Shimano |

| # | Ciclista          | Equipo          |
| - | ----------------- | --------------- |
| 1 | Borut Božič       | Astaná          |
| 2 | Ryan McDonald     | Canadá 1        |
| 3 | Alexey Tsatevitch | Katusha         |
| 4 | Jens Keukeleire   | Orica GreenEDGE |

| # | Ciclista            | Equipo           |
| - | ------------------- | ---------------- |
| 1 | Eliott Doyle        | Selección Canadá |
| 2 | Dennis Vanendert    | Lotto Belisol    |
| 3 | Amaël Moinard       | BMC Racing       |
| 4 | Nicky Van der Lijke | Belkin           |

| # | Ciclista        | Equipo              |
| - | --------------- | ------------------- |
| 1 | Cody Canning    | Canadá 2            |
| 2 | Laurent Pichon  | FDJ.fr              |
| 3 | Hayden Roulston | Trek Factory Racing |
| 4 |                 |                     |

| # | Ciclista           | Equipo           |
| - | ------------------ | ---------------- |
| 1 | Christopher Sutton | Sky              |
| 2 | Hugo Houle         | Ag2r La Mondiale |
| 3 | Anton Varabei      | Canadá 3         |
| 4 | Jean-Marc Marino   | Cannondale       |

|  | Clasificado a la siguiente ronda. |

## Cuartos de final
| # | Ciclista          | Equipo           |
| - | ----------------- | ---------------- |
| 1 | Bryan Coquard     | Europcar         |
| 2 | Eliott Doyle      | Selección Canadá |
| 3 | Ryan McDonald     | Canadá 1         |
| 4 | Geoffroy Dussault | Canadá 3         |

| # | Ciclista         | Equipo           |
| - | ---------------- | ---------------- |
| 1 | Steele Von Hoff  | Garmin Sharp     |
| 2 | Cody Canning     | Canadá 2         |
| 3 | Dennis Vanendert | Lotto Belisol    |
| 4 | Hugo Houle       | Ag2r La Mondiale |

| # | Ciclista           | Equipo   |
| - | ------------------ | -------- |
| 1 | Juan José Lobato   | Movistar |
| 2 | Borut Božič        | Astana   |
| 3 | Laurent Pichon     | FDJ.fr   |
| 4 | Christopher Sutton | Sky      |

|  | Clasificado a la siguiente ronda. |

## Semifinales
| # | Ciclista      | Equipo   |
| - | ------------- | -------- |
| 1 | Bryan Coquard | Europcar |
| 2 | Cody Canning  | Canadá 2 |
| 3 | Borut Božič   | Astaná   |

| # | Ciclista         | Equipo           |
| - | ---------------- | ---------------- |
| 1 | Steele Von Hoff  | Garmin Sharp     |
| 2 | Eliott Doyle     | Selección Canadá |
| 3 | Juan José Lobato | Movistar         |

|  | Clasificado a la siguiente ronda. |

## Final
| # | Ciclista        | Equipo           |
| - | --------------- | ---------------- |
| 1 | Cody Canning    | Canadá 2         |
| 2 | Bryan Coquard   | Europcar         |
| 3 | Steele Von Hoff | Garmin Sharp     |
| 4 | Eliott Doyle    | Selección Canadá |